# MHIエアロスペースシステムズ
MHIエアロスペースシステムズ株式会社（エムエイチアイエアロスペースシステムズ、英: MHI Aerospace Systems Corp.）は、愛知県名古屋市港区に本社を置く企業である。

## 概要
三菱重工業の連結子会社でロケットや人工衛星など航空宇宙分野関連するシステム設計、ソフトウェア開発やカーナビ、医療機器用ソフトウェアの開発を行っている。

## 沿革
- 1986年（昭和61年）12月1日 - 「エムエイチアイエアロスペースシステムズ株式会社」として設立[1]。
- 2005年（平成17年）12月 - 「MHIエアロスペースシステムズ株式会社」に商号を変更[1]。